# Alonso de Espinosa
Alonso de Espinosa (Alcalá de Henares, v.1543-v.1616) est un historien et prêtre dominicain espagnol.

## Biographie
Nommé au Guatemala, il part s'installer en 1579 aux îles Canaries pour y étudier la dévotion des Guanches pour l'apparition de la vierge de Notre-Dame de Candelaria.
De retour à Séville en 1594, il publie son Historia de Nuestra Señora de Candelaria, première étude historique et géographique éditée sur l'île de Tenerife et une des sources les plus considérées sur le mode de vie et les coutumes des Guanches.
On lui doit aussi Del origen y milagros de la Santa Imagen de nuestra Señora de Candelaria, que apareció en la Isla de Tenerife con la descripción de esta Isla, deuxième ouvrage publiée portant exclusivement sur les Canaries.